# デゼルタス諸島
デゼルタス諸島（デゼルタスしょとう; ポルトガル語: Ilhas Desertas）とは、北大西洋マカロネシアに位置するポルトガル領の無人島である。
ポルトガル語では ilha deserta で〈無人島〉を表し、その複数形である Ilhas Desertas は直訳すれば〈複数の無人島〉の意となる。

## 地理
マデイラ島とカナリア諸島の間、モロッコの沖に位置し、マデイラ島の最東端ポンタ・デ・サン・ロウレンソから南東約25km離れている。
北からChão Islet島、Deserta Grande島、Bugio島の3島が細長く連なり、南北の長さは22.34kmに対し東西の幅は1.34kmほどである。面積は3島合わせて14.21km2、小さい島であるが標高は442mに及ぶ。 

## 行政
島は、マデイラ島のサンタクルスの一部に属している。また、ポルトガルの自然保護区に指定されているため上陸許可が必要。

## 自然
マデイラ島とは、近いが地質は異なっている。

## 動物
野生動物は、ポルトガルから持ち込まれた海鳥8種とあわせた16種の海鳥とヤギ、ウサギや齧歯類などと少からず存在する。
チチュウカイモンクアザラシの小さい集団が浜辺に棲息しており、1990年以降はチチュウカイモンクアザラシの保護のための自然保護区となっている。個体数およそ20頭なため監視員などが永住している。